# Hora damae
Hora damae är en kräftdjursart som beskrevs av Barnard 1932. Hora damae placeras som enda art i släktet Hora, och familjen Oniscidae. Inga underarter finns listade.